# Laufdorf
Laufdorf ist einer der nach Einwohnerzahl größten Ortsteile der Gemeinde Schöffengrund im mittelhessischen Lahn-Dill-Kreis.

## Geografie
Der Ort liegt im Norden des östlichen Hintertaunus und zählt zum Wetzlarer Hintertaunus. Gleichzeitig gehört Laufdorf zum Naturpark Taunus. Die Ortschaft liegt auf einer Anhöhe zwischen Solmsbach und Wetzbach, die sie sich mit dem südlicher gelegenen Nachbarort Schwalbach teilt. Bei Laufdorf entspringt der Hainbach, der in westliche Richtung fließt und in Bonbaden in den Solmsbach mündet. Nächste große Stadt ist Wetzlar.

## Geschichte

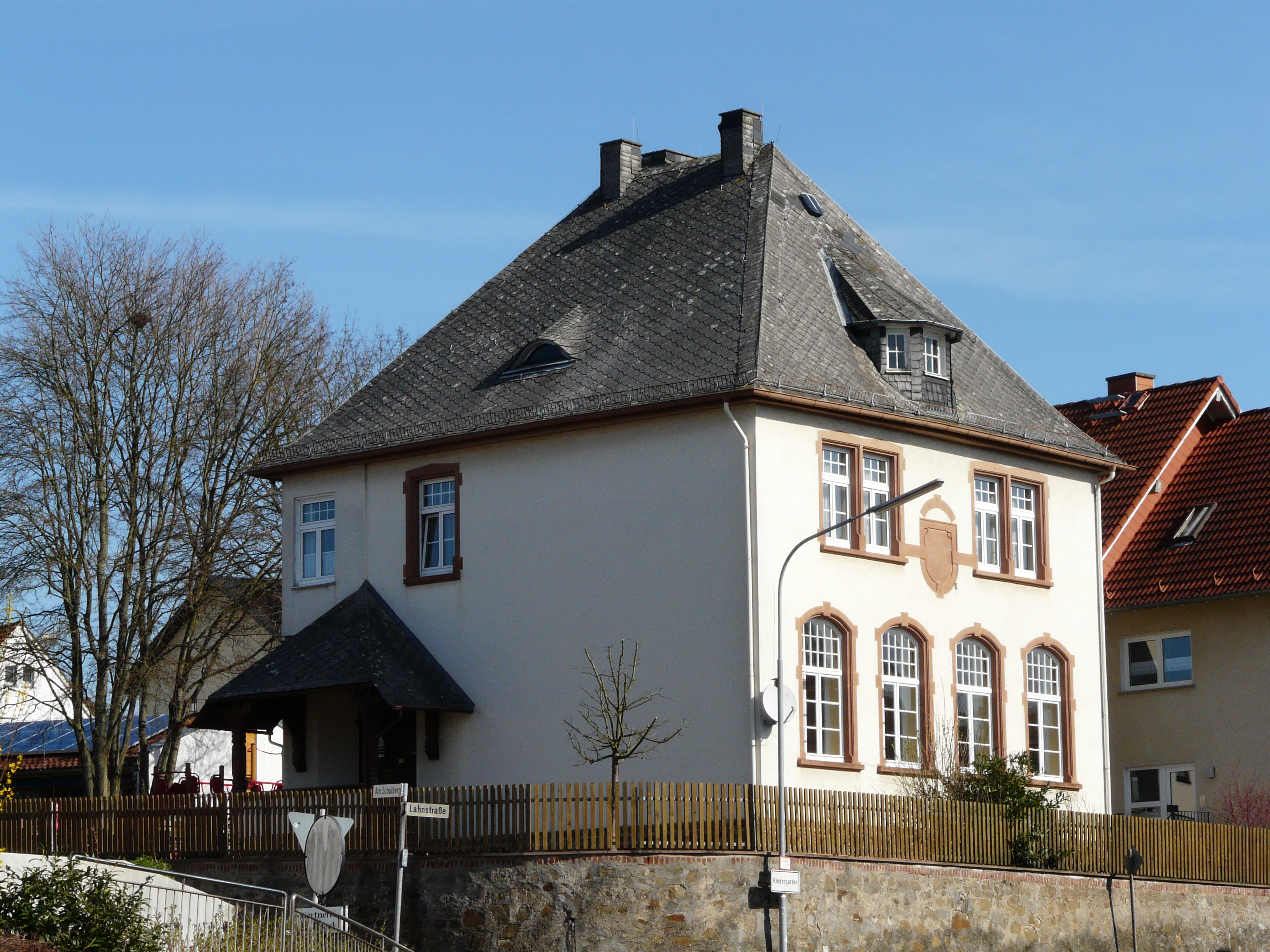
Ehemalige Schule

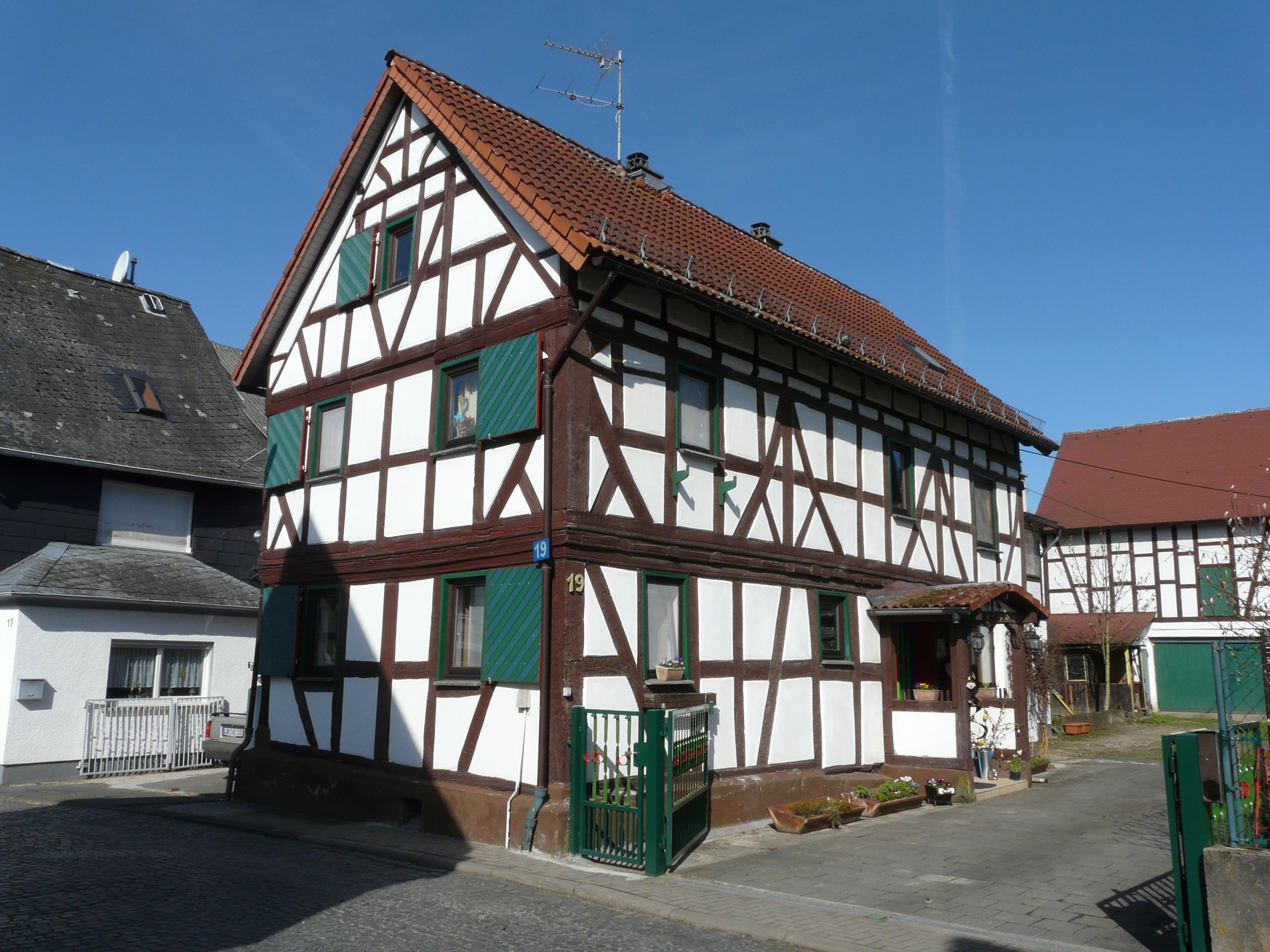
Fachwerkhaus in der Ringstraße

### Dorfgeschichte
Es ist davon auszugehen, dass die Gegend um Laufdorf mindestens schon seit der Jungsteinzeit besiedelt war. Heutige Flurnamen weisen des Weiteren auf eine keltische Siedlung hin. Auch betrieben sie hier Eisenverhüttung, wofür sie Brauneisenerz, das an die Oberfläche trat, nutzten.
Das Dorf wird soweit gekannt 776 als Lauptorf oder 779 als Louptorph urkundlich im Lorscher Codex erwähnt. Zu dieser Zeit werden über 2800 Schenkungen aus der Laufdorfer Umgebung an das Kloster Lorsch gemacht, darunter auch ein Teil einer Eisenerzgrube. Diese Schenkungen kamen recht zügig in den Besitz des Klosters zu Fulda und standen auch unter dem Einfluss der Grafen von Solms. Das Kloster Altenberg und das Stift zu Wetzlar hatten in Laufdorf im Mittelalter ebenfalls eigene Güter.
Im Dreißigjährigen Krieg brannten spanische Truppen das Dorf nieder. Nach dem Wiener Kongress kam Laufdorf, im Amt Braunfels gelegen, zur neugeschaffenen Bürgermeisterei zu Braunfels und wurde mit der Entstehung der Bürgermeisterei Schöffengrund im Jahr 1841 ein Teil dieser.
Hessische Gebietsreform (1970–1977)
Zum 31. Dezember 1971 fusionierte die bis dahin selbständige Gemeinde Laufdorf im Zuge der hessischen Gebietsreform mit fünf weiteren Gemeinden freiwillig zur Großgemeinde Schöffengrund. Für die ehemals eigenständigen Gemeinden von Schöffengrund wurde je ein Ortsbezirk gebildet.

### Verwaltungsgeschichte im Überblick
Die folgende Liste zeigt die Staaten und Verwaltungseinheiten, denen Laufdorf angehört(e):
- 776: Wetereiba (in pago Wetdereiba in Wizelere marca)
- 782: Lahngau (in pago Logenehe)
- vor 1806: Heiliges Römisches Reich, Fürstentum Solms-Braunfels, Anteil der Grafschaft Solms, Amt Braunfels
- ab 1806: Herzogtum Nassau,[Anm. 2] Amt Braunfels[Anm. 3]
- ab 1816: Königreich Preußen,[Anm. 4] Provinz Großherzogtum Niederrhein, Regierungsbezirk Koblenz, Kreis Braunfels[7]
- ab 1822: Königreich Preußen, Rheinprovinz, Regierungsbezirk Koblenz, Kreis Wetzlar[Anm. 5]
- ab 1866: Norddeutscher Bund,[Anm. 6] Königreich Preußen, Rheinprovinz, Regierungsbezirk Koblenz, Kreis Wetzlar
- ab 1871: Deutsches Reich, Königreich Preußen, Rheinprovinz, Regierungsbezirk Koblenz, Kreis Wetzlar
- ab 1918: Deutsches Reich (Weimarer Republik), Freistaat Preußen, Rheinprovinz, Regierungsbezirk Koblenz, Kreis Wetzlar
- ab 1932: Deutsches Reich, Freistaat Preußen, Provinz Hessen-Nassau, Regierungsbezirk Wiesbaden, Kreis Wetzlar
- ab 1944: Deutsches Reich, Freistaat Preußen, Provinz Nassau, Kreis Wetzlar
- ab 1945: Amerikanische Besatzungszone,[Anm. 7] Groß-Hessen, Regierungsbezirk Wiesbaden, Kreis Wetzlar
- ab 1949: Bundesrepublik Deutschland, Land Hessen, Regierungsbezirk Wiesbaden, Kreis Wetzlar
- ab 1968: Bundesrepublik Deutschland, Land Hessen, Regierungsbezirk Darmstadt, Kreis Wetzlar
- ab 1972: Bundesrepublik Deutschland, Land Hessen, Regierungsbezirk Darmstadt, Kreis Wetzlar, Gemeinde Schöffengrund[Anm. 8]
- ab 1977: Bundesrepublik Deutschland, Land Hessen, Regierungsbezirk Darmstadt, Lahn-Dill-Kreis, Gemeinde Schöffengrund
- ab 1981: Bundesrepublik Deutschland, Land Hessen, Regierungsbezirk Gießen, Lahn-Dill-Kreis, Gemeinde Schöffengrund

## Bevölkerung

### Einwohnerentwicklung
| Laufdorf: Einwohnerzahlen von 1834 bis 2020 | Laufdorf: Einwohnerzahlen von 1834 bis 2020 | Laufdorf: Einwohnerzahlen von 1834 bis 2020 | Laufdorf: Einwohnerzahlen von 1834 bis 2020 | Laufdorf: Einwohnerzahlen von 1834 bis 2020 |
| --- | ------------------------------------------- | ------------------------------------------- | ------------------------------------------- | ------------------------------------------- |
| Jahr |                                             |                                             |                                             | Einwohner                                   |
| 1834 | 1834                                        |                                             | 444                                         | 444                                         |
| 1840 | 1840                                        |                                             | 464                                         | 464                                         |
| 1846 | 1846                                        |                                             | 466                                         | 466                                         |
| 1852 | 1852                                        |                                             | 461                                         | 461                                         |
| 1858 | 1858                                        |                                             | 487                                         | 487                                         |
| 1864 | 1864                                        |                                             | 507                                         | 507                                         |
| 1871 | 1871                                        |                                             | 508                                         | 508                                         |
| 1875 | 1875                                        |                                             | 525                                         | 525                                         |
| 1885 | 1885                                        |                                             | 581                                         | 581                                         |
| 1895 | 1895                                        |                                             | 571                                         | 571                                         |
| 1905 | 1905                                        |                                             | 585                                         | 585                                         |
| 1910 | 1910                                        |                                             | 614                                         | 614                                         |
| 1925 | 1925                                        |                                             | 631                                         | 631                                         |
| 1939 | 1939                                        |                                             | 694                                         | 694                                         |
| 1946 | 1946                                        |                                             | 863                                         | 863                                         |
| 1950 | 1950                                        |                                             | 897                                         | 897                                         |
| 1956 | 1956                                        |                                             | 935                                         | 935                                         |
| 1961 | 1961                                        |                                             | 978                                         | 978                                         |
| 1967 | 1967                                        |                                             | 1.197                                       | 1.197                                       |
| 1970 | 1970                                        |                                             | 1.263                                       | 1.263                                       |
| 1980 | 1980                                        |                                             | ?                                           | ?                                           |
| 1987 | 1987                                        |                                             | 1.455                                       | 1.455                                       |
| 2000 | 2000                                        |                                             | ?                                           | ?                                           |
| 2011 | 2011                                        |                                             | 1.617                                       | 1.617                                       |
| 2020 | 2020                                        |                                             | 1.587                                       | 1.587                                       |
| Datenquelle: Historisches Gemeindeverzeichnis für Hessen: Die Bevölkerung der Gemeinden 1834 bis 1967. Wiesbaden: Hessisches Statistisches Landesamt, 1968. Weitere Quellen: LAGIS; Gemeinde Schöffengrund; Zensus 2011 |                                             |                                             |                                             |                                             |

### Einwohnerstruktur 2011
Nach den Erhebungen des Zensus 2011 lebten am Stichtag dem 9. Mai 2011 in Laufdorf 1617 Einwohner. Darunter waren 51 (3,2 %) Ausländer.
Nach dem Lebensalter waren 273 Einwohner unter 18 Jahren, 660 zwischen 18 und 49, 363 zwischen 50 und 64 und 321 Einwohner waren älter.
Die Einwohner lebten in 666 Haushalten. Davon waren 156 Singlehaushalte, 207 Paare ohne Kinder und 237 Paare mit Kindern, sowie 63 Alleinerziehende und 9 Wohngemeinschaften. In 135 Haushalten lebten ausschließlich Senioren und in 435 Haushaltungen lebten keine Senioren.

### Historische Religionszugehörigkeit
| • 1834: | 444 evangelische (= 100 %) Einwohner                                |
| • 1961: | 758 evangelische (= 77,51 %), 214 katholische (= 21,88 %) Einwohner |

## Politik
Für Laufdorf besteht ein Ortsbezirk (Gebiete der ehemaligen Gemeinde Laufdorf) mit Ortsbeirat und Ortsvorsteher nach der Hessischen Gemeindeordnung.
Der Ortsbeirat besteht aus fünf Mitgliedern. Bei den Kommunalwahlen in Hessen 2021 betrug die Wahlbeteiligung zum Ortsbeirat 51,34 %. Dabei wurden gewählt: zwei Mitglieder der SPD und je ein Mitglied der CDU, dem Bündnis 90/Die Grünen und der „Freien Wählergemeinschaft“ (FWG). Der Ortsbeirat wählte Thilo Hartmann (SPD) zum Ortsvorsteher.

## Kultur und Sehenswürdigkeiten

### Dialekt
Im Volksmund spricht man in Laufdorf das „Laafdorrfer Platt“ (Laufdorfer Platt). Diese Mundart gehört zu den Mittelhessischen Dialekten und wird gröber zu den westmitteldeutschen Sprachen gezählt und zu den Mitteldeutschen Mundarten zusammengefasst.

### Sport

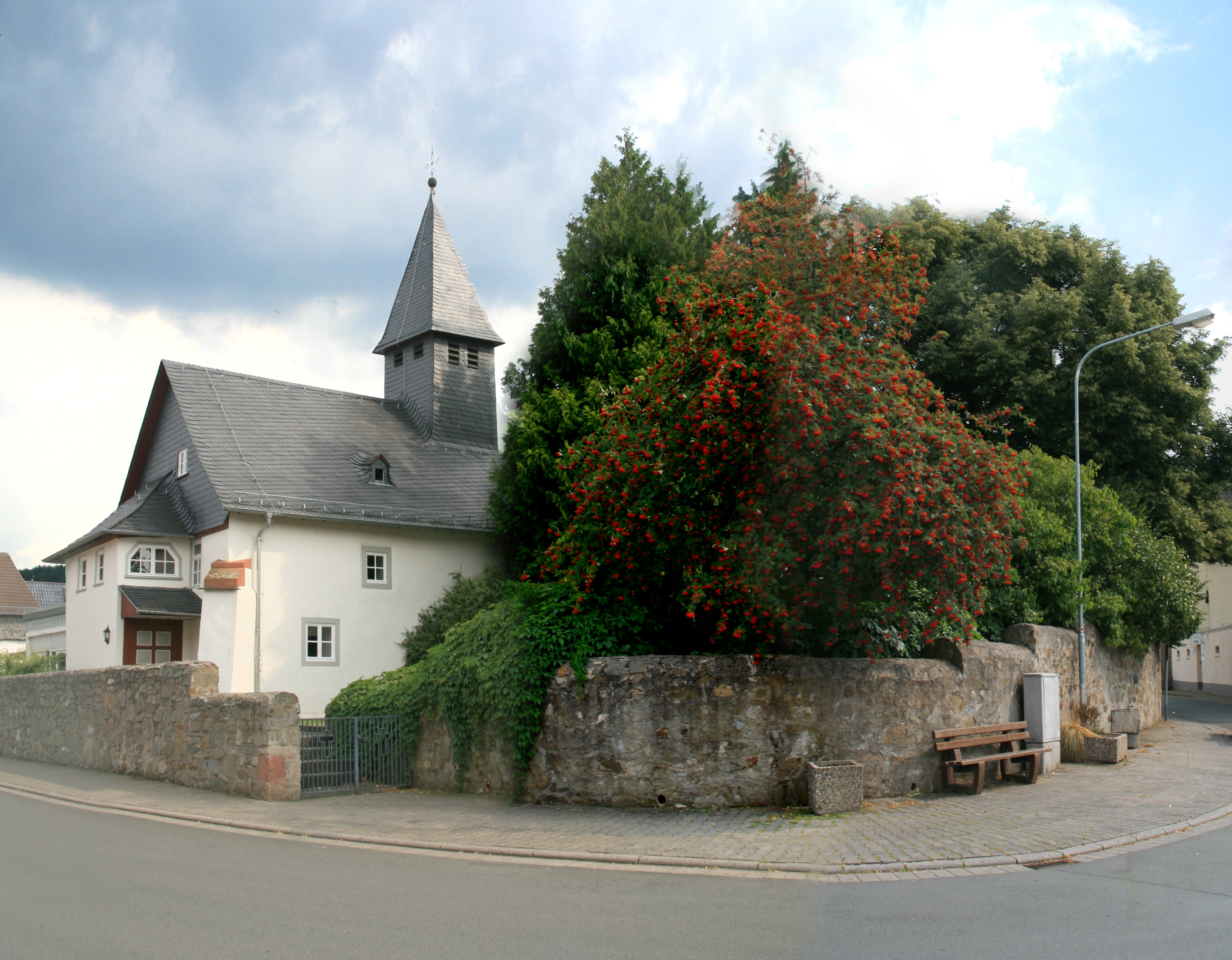
Evangelische Pfarrkirche

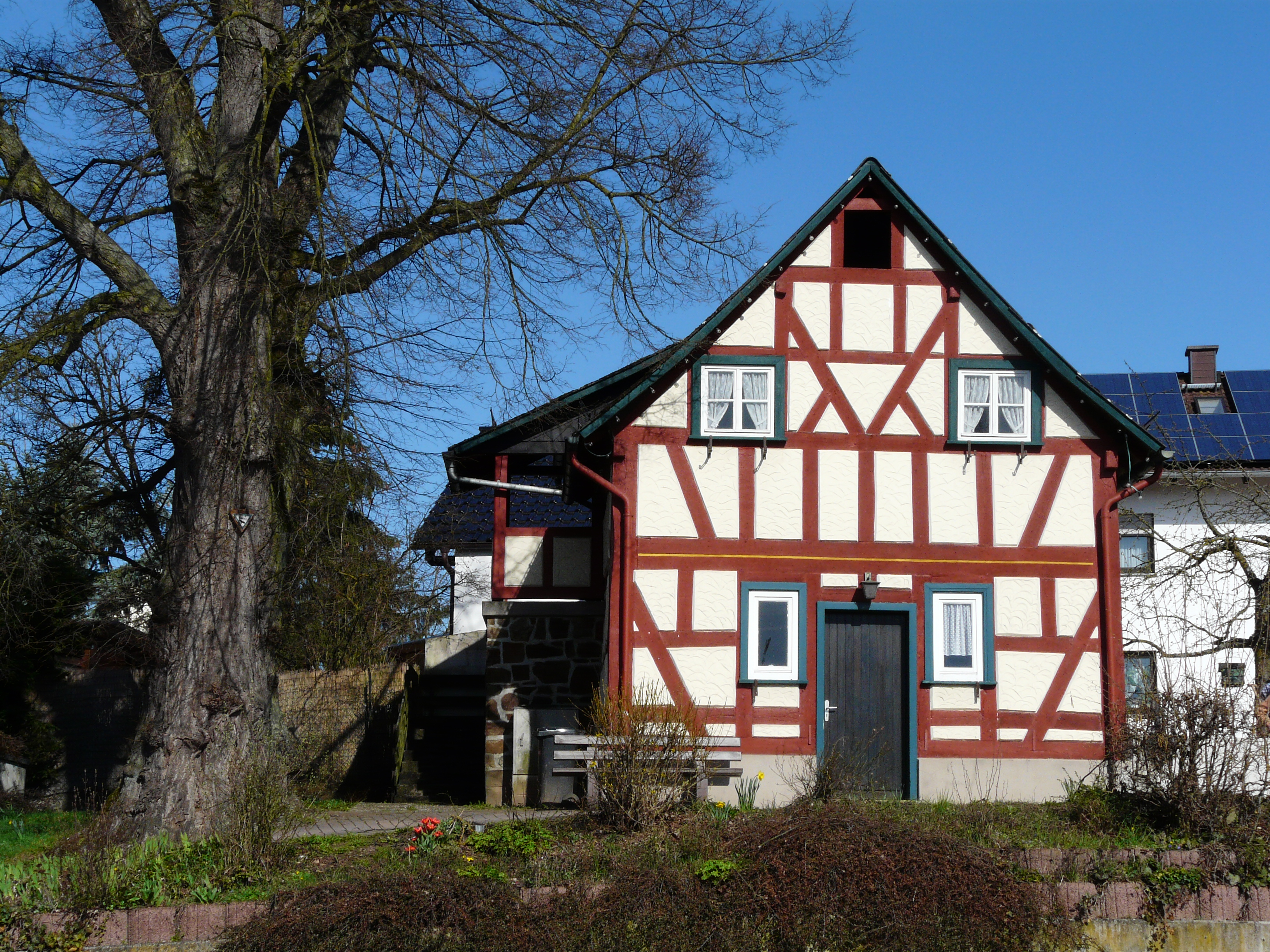
Backhaus mit Dorflinde

Der Bogen-Sport-Club 1990 Laufdorf e. V. schießt in der 1. Bundesliga Nord.

### Bauwerke

#### Evangelische Pfarrkirche
Der Saalbau der Kirche und der Glockendachreiter stammen aus dem Mittelalter. Wahrscheinlich gegen Ende des 17. Jahrhunderts wurde der rechteckige Chor ergänzt. Nennenswert ist auch der Westeingang mit hölzernen Gewänden und geschnitzten Pilastern sowie der barocken Tür. Im Kirchhof befindet sich des Weiteren ein Kriegerdenkmal aus dem Jahr 1957.

#### Backhaus und Laufdorfer Linde
Das Backhaus von Laufdorf, das teilweise in Ständerbauweise errichtet wurde, prägt das Ortsbild. Das heutige Erscheinungsbild entstammt im Wesentlichen dem späten 18. Jahrhundert. Historisch interessant ist auch die Laufdorfer Linde, die neben dem Backhaus im Zentrum der Ortschaft steht.

### Dolles Dorf
Die Hessenschau drehte 2016 für ihre Reihe Dolles Dorf in Laufdorf.